# Grottes de Fontirou
Les grottes de Fontirou sont des grottes naturelles françaises situées sur la commune de Castella, dans le département de Lot-et-Garonne, en région Nouvelle-Aquitaine, entre Agen et Villeneuve-sur-Lot.

## Géologie
Les grottes de Fontirou sont âgées de 30 millions d'années.

## Topographie
Découvertes par hasard en 1905, les grottes comptent cinq galeries dont deux aménagées pour la visite depuis 1908,.